# Dominikánská republika na Letních olympijských hrách 2004
Dominikánská republika se účastnila Letní olympiády 2004. Zastupovalo ji 33 sportovců (17 mužů a 16 žen) v 9 sportech.

## Medailisté
| Medaile | Jméno         | Sport    | Soutěž              |
| ------- | ------------- | -------- | ------------------- |
| Zlato   | Félix Sánchez | Atletika | Muži 400 m překážek |